# Падово-при-Фарі
'Падово-при-Фарі (словен. Padovo pri Fari) — поселення в общині Костел, регіон Південно-Східна Словенія, Словенія. Висота над рівнем моря: 315,8 м.